# 国鉄6100形蒸気機関車

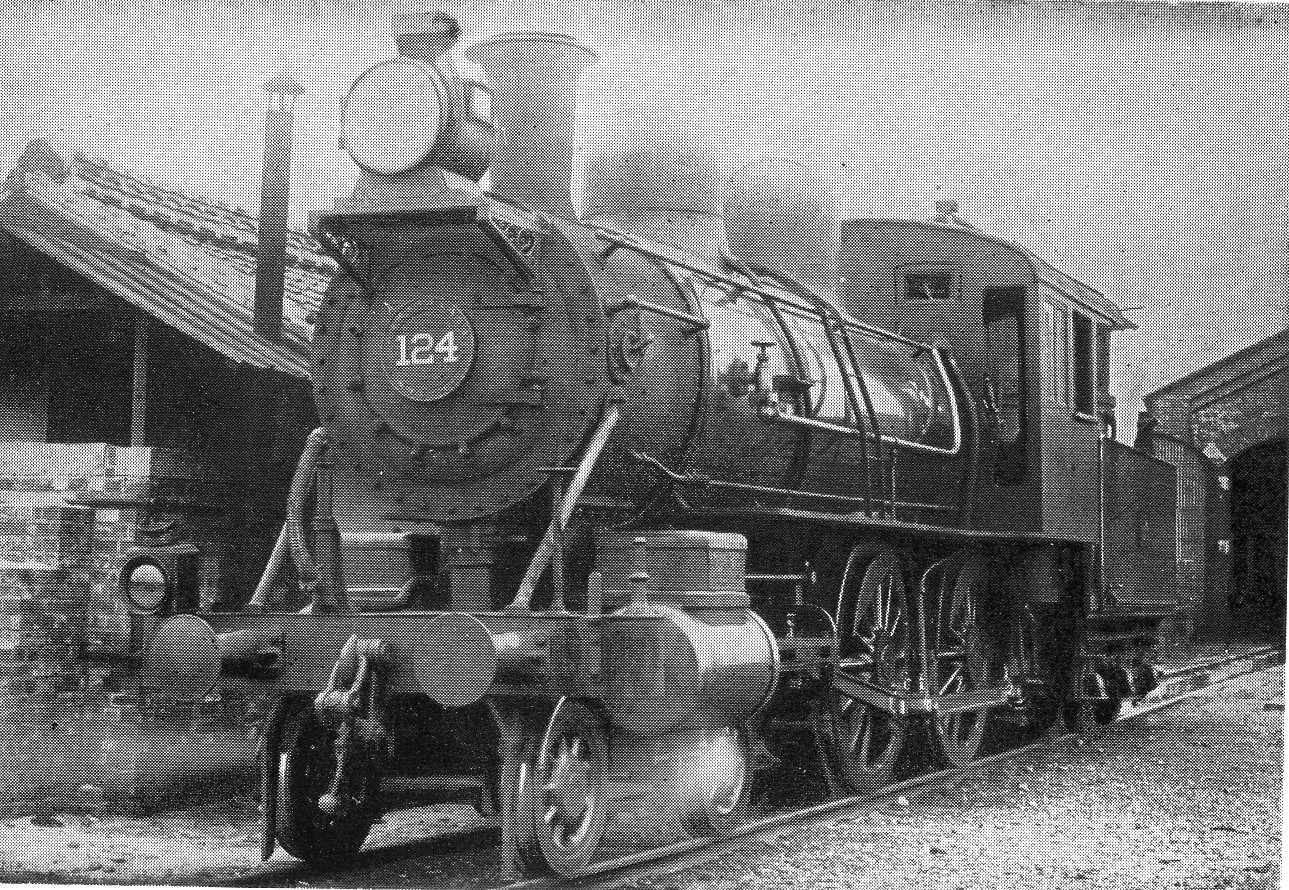
山陽鉄道 124（後の鉄道院 6106）

6100形は、かつて日本国有鉄道の前身である鉄道院・鉄道省に在籍したテンダ式蒸気機関車である。

## 概要
元は、山陽鉄道が1903年（明治36年）から1905年（明治38年）にかけて、自社兵庫工場で8両を製造した車軸配置4-4-0(2B)、2気筒単式の飽和式テンダ機関車である。山陽鉄道での形式は1903年製の4両が17形、番号は108 - 111、1904年（明治37年）および1905年製の4両が25形、番号は118, 119, 123, 124である。
本形式は、アメリカのスケネクタディ社で製造された16形（後の鉄道院6120形）の模倣により製造されたもので、煙突の形状以外に大きな差異はない。また、形式が17形と25形に分かれたのは、重量と炭水車の形状が異なるためであった。また、118は1906年に34形（番号不変）に改められたが、シリンダ周りの改造が行われたためである。
1906年（明治39年）、山陽鉄道は国有化されたが、しばらくは山陽鉄道時代の形式番号で使用された。その後、1909年（明治42年）には鉄道院の車両形式称号規程が制定され、17形、25形、34形のいずれも6100形（6100 - 6107）に改められた。新旧番号対照については、次のとおりである。
118, 108 - 111, 117, 123, 124 → 6100 - 6107
国有化後は、山陽本線西部の広島・三田尻間を主体に使用され、一部は人吉、豊岡に配属された。晩年は6両が関西本線に集められており、1922年（大正11年）7月に廃車となった。九州に転属していた2両については1923年（大正13年）1月に廃車となり、消滅した。

## 主要諸元
6104 - 6107の諸元を示す。
- 全長 : 14,345mm
- 全高 : 3,707mm
- 全幅 : 2,540mm
- 軌間 : 1,067mm
- 車軸配置 : 4-4-0(2B)
- 動輪直径 : 1,524mm
- 弁装置 : スチーブンソン式アメリカ型
- シリンダー（直径×行程） : 381mm×610mm
- ボイラー圧力 : 12.7kg/cm2
- 火格子面積 : 1.46m2
- 全伝熱面積 : 97.6m2
  - 煙管蒸発伝熱面積 : 89.5m2
  - 火室蒸発伝熱面積 : 8.2m2
- ボイラー水容量 : 4.0m3
- 小煙管（直径×長サ×数） : 44.5mm×3270mm×196本
- 機関車運転整備重量 : 36.09t
- 機関車空車重量 : 32.02t
- 機関車動輪上重量（運転整備時） : 24.69t
- 機関車動輪軸重（第1動輪上） : 12.85t
- 炭水車重量（運転整備） : 23.01t
- 炭水車重量（空車） : 11.73t
- 水タンク容量 : 9.08m3
- 燃料積載量 : 2.84t
- 機関車性能
  - シリンダ引張力（0.85P） : 7,120kg
- ブレーキ装置：手ブレーキ、真空ブレーキ